# Índice de Consumo
O Índice Consumo, ou ICon,  é um índice da B3 que mede o desempenho das principais empresas dos setores de consumo cíclicos e não-cíclicos. Seu cálculo foi iniciado no dia 2 de janeiro de 2009.
A carteira pode sofrer modificações porém algumas empresas, devido aos seus grandes portes e por possuírem grande fatia do mercado já demonstram que serão presença certa no ICON como são os casos da AmBev, Americanas S.A., Cosan, JBS, Natura, NET, GPA, Perdigão, Sadia e Bat Brasil.